# Llista de topònims d'Òdena
Masquefa
Llista de topònims (noms propis de lloc) del municipi d'Òdena, a l'Anoia
Informació actualitzada per un bot. Els canvis manuals es perdran quan s'actualitzi!

## aqüeducte
| imatge | Nom                                 | Ubicat a       | instància de             | Detalls                              | coordenades                                                                                    | Protecció                                  | Commons (més fotos)             | Dades a WD                    |
| ------ | ----------------------------------- | -------------- | ------------------------ | ------------------------------------ | ---------------------------------------------------------------------------------------------- | ------------------------------------------ | ------------------------------- | ----------------------------- |
|        | Aqüeducte de l'Espelt               | Òdena Igualada | aqüeducte pont           | Estil: arquitectura popular 1821     | 41° 35′ 31″ N, 1° 36′ 25″ E / 41.5919°N,1.60682°E ca:Av. del Mestre Joan Muntaner              | bé cultural d'interès local                | Aqüeducte de l'Espelt           | Modifica les dades a Wikidata |
|        | Pont xic de l'aqüeducte de l'Espelt | Òdena          | aqüeducte pont           | 1820 Estat: malmès                   | 41° 35′ 25″ N, 1° 36′ 06″ E / 41.59019°N,1.60154°E ca:Damunt del torrent de l'Espelt           |                                            |                                 | Modifica les dades a Wikidata |
|        | aqüeducte-pont Gran                 | Òdena          | aqüeducte pont aqüeducte | 1820 Hi passa: Aqüeducte de l'Espelt | 41° 35′ 31″ N, 1° 36′ 25″ E / 41.591874°N,1.606841°E ca:Sobre el torrent de Mas Arnau 331 msnm | bé integrant del patrimoni cultural català | Aqüeducte-pont Gran de l'Espelt | Modifica les dades a Wikidata |

## arbre singular
| imatge | Nom                    | Ubicat a | instància de   | Detalls | coordenades                                                            | Protecció | Commons (més fotos) | Dades a WD                    |
| ------ | ---------------------- | -------- | -------------- | ------- | ---------------------------------------------------------------------- | --------- | ------------------- | ----------------------------- |
|        | Pi blanc de can Grimau | Òdena    | arbre singular |         | 41° 36′ 09″ N, 1° 36′ 25″ E / 41.60248°N,1.60684°E ca:Can Grimau       |           |                     | Modifica les dades a Wikidata |
|        | alzina de can Pons     | Òdena    | arbre singular |         | 41° 35′ 59″ N, 1° 36′ 20″ E / 41.59968°N,1.60542°E ca:Camí de can Pons |           |                     | Modifica les dades a Wikidata |

## barraca de vinya
| imatge | Nom                        | Ubicat a | instància de     | Detalls                     | coordenades                                        | Protecció                                  | Commons (més fotos) | Dades a WD                    |
| ------ | -------------------------- | -------- | ---------------- | --------------------------- | -------------------------------------------------- | ------------------------------------------ | ------------------- | ----------------------------- |
|        | Barraca 122-E17            | Òdena    | barraca de vinya |                             | 41° 36′ 47″ N, 1° 35′ 17″ E / 41.61304°N,1.58806°E |                                            |                     | Modifica les dades a Wikidata |
|        | Barraca 142-E37            | Òdena    | barraca de vinya |                             | 41° 36′ 51″ N, 1° 35′ 17″ E / 41.61421°N,1.58815°E |                                            |                     | Modifica les dades a Wikidata |
|        | Barraca 149-E44            | Òdena    | barraca de vinya |                             | 41° 35′ 40″ N, 1° 36′ 48″ E / 41.59454°N,1.61321°E |                                            |                     | Modifica les dades a Wikidata |
|        | Barraca 150-E45            | Òdena    | barraca de vinya |                             | 41° 35′ 40″ N, 1° 36′ 55″ E / 41.59451°N,1.61537°E |                                            |                     | Modifica les dades a Wikidata |
|        | Barraca 151-E46            | Òdena    | barraca de vinya |                             | 41° 35′ 41″ N, 1° 37′ 00″ E / 41.59481°N,1.61659°E |                                            |                     | Modifica les dades a Wikidata |
|        | Barraca 152-E47            | Òdena    | barraca de vinya |                             | 41° 35′ 39″ N, 1° 36′ 58″ E / 41.59407°N,1.61604°E |                                            |                     | Modifica les dades a Wikidata |
|        | Barraca 153-E48            | Òdena    | barraca de vinya |                             | 41° 35′ 45″ N, 1° 36′ 57″ E / 41.59574°N,1.61572°E |                                            |                     | Modifica les dades a Wikidata |
|        | Barraca 158-E53            | Òdena    | barraca de vinya |                             | 41° 35′ 51″ N, 1° 36′ 41″ E / 41.59744°N,1.6113°E  |                                            |                     | Modifica les dades a Wikidata |
|        | Barraca 159-E54            | Òdena    | barraca de vinya |                             | 41° 35′ 56″ N, 1° 36′ 53″ E / 41.59897°N,1.61486°E |                                            |                     | Modifica les dades a Wikidata |
|        | Barraca 160-E55            | Òdena    | barraca de vinya |                             | 41° 36′ 06″ N, 1° 36′ 27″ E / 41.60156°N,1.60747°E |                                            |                     | Modifica les dades a Wikidata |
|        | Barraca 161-E56            | Òdena    | barraca de vinya |                             | 41° 35′ 55″ N, 1° 36′ 04″ E / 41.59869°N,1.601°E   |                                            |                     | Modifica les dades a Wikidata |
|        | Barraca 164-E59            | Òdena    | barraca de vinya |                             | 41° 36′ 13″ N, 1° 36′ 33″ E / 41.60356°N,1.60926°E |                                            |                     | Modifica les dades a Wikidata |
|        | Barraca 166-E61            | Òdena    | barraca de vinya |                             | 41° 36′ 11″ N, 1° 36′ 38″ E / 41.60301°N,1.61063°E |                                            |                     | Modifica les dades a Wikidata |
|        | Barraca prop de Can Pons   | Òdena    | barraca de vinya |                             | 41° 36′ 02″ N, 1° 36′ 23″ E / 41.60047°N,1.60637°E |                                            |                     | Modifica les dades a Wikidata |
|        | Barraca sota Can Grimau    | Òdena    | barraca de vinya |                             | 41° 36′ 05″ N, 1° 36′ 35″ E / 41.60152°N,1.60967°E |                                            |                     | Modifica les dades a Wikidata |
|        | Cabana de vinya            | Òdena    | barraca de vinya | Estil: arquitectura popular |                                                    | bé integrant del patrimoni cultural català |                     | Modifica les dades a Wikidata |
|        | Cabana de vinya a l'Espelt | Òdena    | barraca de vinya | Estil: arquitectura popular |                                                    | bé integrant del patrimoni cultural català |                     | Modifica les dades a Wikidata |

## cabana
| imatge | Nom                   | Ubicat a | instància de | Detalls | coordenades                                                         | Protecció | Commons (més fotos) | Dades a WD                    |
| ------ | --------------------- | -------- | ------------ | ------- | ------------------------------------------------------------------- | --------- | ------------------- | ----------------------------- |
|        | caseta de les Maioles | Òdena    | cabana       |         | 41° 39′ 07″ N, 1° 36′ 23″ E / 41.6520332909239°N,1.60645563329168°E |           |                     | Modifica les dades a Wikidata |
|        | corral de les Maioles | Òdena    | cabana       |         | 41° 37′ 48″ N, 1° 36′ 41″ E / 41.6300806003153°N,1.61143048178755°E |           |                     | Modifica les dades a Wikidata |

## casa
| imatge | Nom                          | Ubicat a | instància de | Detalls                                    | coordenades                                                                                   | Protecció                                  | Commons (més fotos)  | Dades a WD                    |
| ------ | ---------------------------- | -------- | ------------ | ------------------------------------------ | --------------------------------------------------------------------------------------------- | ------------------------------------------ | -------------------- | ----------------------------- |
|        | Ca n'Aguilera de les Rovires | Òdena    | casa         | Estil: arquitectura popular                | 41° 37′ 52″ N, 1° 39′ 21″ E / 41.63118°N,1.655971°E ca:Camí de can Brunet                     | bé integrant del patrimoni cultural català |                      | Modifica les dades a Wikidata |
|        | Can Martorell                | Òdena    | casa         | Estil: arquitectura popular                | 41° 35′ 57″ N, 1° 36′ 49″ E / 41.59915°N,1.61353°E ca:Camí de la Font de Masarnau             |                                            |                      | Modifica les dades a Wikidata |
|        | cal Ramon                    | Òdena    | casa         | Estil: arquitectura eclèctica 20th century | 41° 36′ 01″ N, 1° 35′ 32″ E / 41.600283°N,1.592255°E ca:C. Tres Casetes, 1, l'Espelt 397 msnm | bé integrant del patrimoni cultural català | Cal Ramon (l'Espelt) | Modifica les dades a Wikidata |

## edifici
| imatge | Nom                                   | Ubicat a | instància de | Detalls                                         | coordenades                                                                | Protecció                                  | Commons (més fotos)                   | Dades a WD                    |
| ------ | ------------------------------------- | -------- | ------------ | ----------------------------------------------- | -------------------------------------------------------------------------- | ------------------------------------------ | ------------------------------------- | ----------------------------- |
|        | Centre Unión Odenense                 | Òdena    | edifici      | Estil: arquitectura popular                     | 41° 35′ 55″ N, 1° 35′ 35″ E / 41.598548°N,1.5931°E                         | bé integrant del patrimoni cultural català | Centre Unión Odenense                 | Modifica les dades a Wikidata |
|        | Cooperativa Sindicat Agrícola d'Òdena | Òdena    | edifici      | Estil: noucentisme                              | 41° 36′ 22″ N, 1° 38′ 38″ E / 41.606011°N,1.643823°E                       | bé integrant del patrimoni cultural català | Cooperativa Sindicat Agrícola (Òdena) | Modifica les dades a Wikidata |
|        | Sala de cups de Can Brunet            | Òdena    | edifici      |                                                 | 41° 38′ 18″ N, 1° 39′ 06″ E / 41.638397°N,1.65179°E                        | bé integrant del patrimoni cultural català |                                       | Modifica les dades a Wikidata |
|        | centre Fraternal Instructiu           | Òdena    | edifici      | Estil: arquitectura modernista noucentisme 1906 | 41° 36′ 23″ N, 1° 38′ 24″ E / 41.606394°N,1.639942°E ca:carrer Jaume I, 28 | bé integrant del patrimoni cultural català | Centre Fraternal Instructiu           | Modifica les dades a Wikidata |

## element arquitectònic
| imatge | Nom                       | Ubicat a | instància de          | Detalls | coordenades                                                             | Protecció | Commons (més fotos) | Dades a WD                    |
| ------ | ------------------------- | -------- | --------------------- | ------- | ----------------------------------------------------------------------- | --------- | ------------------- | ----------------------------- |
|        | Cups de can Jaume Pelfort | Òdena    | element arquitectònic | 1908    | 41° 35′ 58″ N, 1° 36′ 41″ E / 41.59947°N,1.61128°E ca:Can Jaume Pelfort |           |                     | Modifica les dades a Wikidata |
|        | Cups de can Pelfort       | Òdena    | element arquitectònic |         | 41° 35′ 59″ N, 1° 36′ 32″ E / 41.59969°N,1.6089°E ca:Can Pelfort        |           |                     | Modifica les dades a Wikidata |
|        | Escala E47                | Òdena    | element arquitectònic |         | 41° 35′ 39″ N, 1° 36′ 58″ E / 41.5941°N,1.61615°E                       |           |                     | Modifica les dades a Wikidata |
|        | Escala E48                | Òdena    | element arquitectònic |         | 41° 35′ 44″ N, 1° 36′ 57″ E / 41.59562°N,1.61573°E                      |           |                     | Modifica les dades a Wikidata |
|        | Escala E48-1              | Òdena    | element arquitectònic |         | 41° 35′ 44″ N, 1° 36′ 57″ E / 41.59565°N,1.61577°E                      |           |                     | Modifica les dades a Wikidata |
|        | Escala E53                | Òdena    | element arquitectònic |         | 41° 35′ 51″ N, 1° 36′ 41″ E / 41.5974°N,1.61139°E                       |           |                     | Modifica les dades a Wikidata |
|        | Escala E53-1              | Òdena    | element arquitectònic |         | 41° 35′ 51″ N, 1° 36′ 41″ E / 41.59737°N,1.61142°E                      |           |                     | Modifica les dades a Wikidata |

## entitat singular de població
| imatge | Nom                      | Ubicat a | instància de                                   | Detalls  | coordenades                                                                                         | Protecció | Commons (més fotos) | Dades a WD                    |
| ------ | ------------------------ | -------- | ---------------------------------------------- | -------- | --------------------------------------------------------------------------------------------------- | --------- | ------------------- | ----------------------------- |
|        | Can Sabater              | Òdena    | entitat singular de població                   | 46 hab   | 41° 37′ 57″ N, 1° 37′ 29″ E / 41.6326347234974°N,1.62459371657006°E ca:Camí de can Sabater 472 msnm |           |                     | Modifica les dades a Wikidata |
|        | Can Soler                | Òdena    | entitat singular de població                   | 22 hab   | 41° 36′ 48″ N, 1° 36′ 24″ E / 41.613466582694°N,1.6066362220049°E 439 msnm                          |           |                     | Modifica les dades a Wikidata |
|        | Pla, el                  | Òdena    | entitat singular de població                   | 1436 hab | 41° 35′ 07″ N, 1° 40′ 08″ E / 41.58523989°N,1.668795347°E 331.014 msnm                              |           |                     | Modifica les dades a Wikidata |
|        | Samuntà                  | Òdena    | entitat singular de població                   | 80 hab   | 41° 37′ 49″ N, 1° 39′ 56″ E / 41.6303968066889°N,1.66549465997373°E 446 msnm                        |           |                     | Modifica les dades a Wikidata |
|        | el Bosc Gran             | Òdena    | entitat singular de població                   | 18 hab   | 41° 37′ 30″ N, 1° 40′ 03″ E / 41.624997815035°N,1.6676082369958°E 495 msnm                          |           |                     | Modifica les dades a Wikidata |
|        | el Raval d'Aguilera      | Òdena    | entitat singular de població                   | 61 hab   | 41° 36′ 41″ N, 1° 39′ 36″ E / 41.6114350520298°N,1.65989680746426°E 423 msnm                        |           | El Raval d'Aguilera | Modifica les dades a Wikidata |
|        | l'Espelt                 | Òdena    | entitat singular de població                   | 347 hab  | 41° 35′ 55″ N, 1° 35′ 36″ E / 41.5987226653001°N,1.59326423966336°E ca:Carretera BV-1038 393 msnm   |           | L'Espelt            | Modifica les dades a Wikidata |
|        | la Font d'en Masarnau    | Òdena    | entitat singular de població                   | 36 hab   | 41° 35′ 59″ N, 1° 36′ 34″ E / 41.5996565000932°N,1.60931111795765°E 383 msnm                        |           |                     | Modifica les dades a Wikidata |
|        | les Casetes d’en Mussons | Òdena    | entitat singular de població                   | 78 hab   | 41° 36′ 26″ N, 1° 37′ 12″ E / 41.6073226247°N,1.6199692063931°E 402 msnm                            |           |                     | Modifica les dades a Wikidata |
|        | Òdena                    | Òdena    | entitat singular de població capital municipal | 1571 hab | 41° 36′ N, 1° 39′ E / 41.6°N,1.65°E 382 msnm                                                        |           |                     | Modifica les dades a Wikidata |

## església
| imatge | Nom                           | Ubicat a | instància de | Detalls                                      | coordenades                                                              | Protecció                                  | Commons (més fotos)                          | Dades a WD                    |
| ------ | ----------------------------- | -------- | ------------ | -------------------------------------------- | ------------------------------------------------------------------------ | ------------------------------------------ | -------------------------------------------- | ----------------------------- |
|        | Mare de Déu de la Pau d'Òdena | Òdena    | església     | Anomenat per: Mare de Déu de la Pau          | 41° 34′ 53″ N, 1° 38′ 19″ E / 41.58152°N,1.638555°E                      | bé integrant del patrimoni cultural català | Església de la Mare de Déu de la Pau (Òdena) | Modifica les dades a Wikidata |
|        | Sant Bernabé d'Aguilera       | Òdena    | església     | Estil: arquitectura romànica                 | 41° 36′ 54″ N, 1° 39′ 47″ E / 41.614901°N,1.663065°E ca:Raval d'Aguilera | bé cultural d'interès local                | Capella de Sant Bernabé d'Aguilera           | Modifica les dades a Wikidata |
|        | Sant Miquel d'Òdena           | Òdena    | església     | Estil: arquitectura romànica                 | 41° 36′ 15″ N, 1° 38′ 39″ E / 41.604299°N,1.644285°E                     | bé cultural d'interès local                | Església de Sant Miquel d'Òdena              | Modifica les dades a Wikidata |
|        | Sant Pere d'Òdena             | Òdena    | església     | Estil: arquitectura eclèctica                | 41° 36′ 24″ N, 1° 38′ 32″ E / 41.606751°N,1.64235°E                      | bé integrant del patrimoni cultural català | Església de Sant Pere (Òdena)                | Modifica les dades a Wikidata |
|        | Sant Pere de les Botxes       | Òdena    | església     | Estil: arquitectura romànica                 | 41° 38′ 33″ N, 1° 37′ 22″ E / 41.642433°N,1.622753°E                     | bé cultural d'interès local                |                                              | Modifica les dades a Wikidata |
|        | Sant Sebastià d'Òdena         | Òdena    | església     |                                              | 41° 35′ 05″ N, 1° 40′ 11″ E / 41.584835°N,1.669789°E                     | bé cultural d'interès local                | Capella de Sant Sebastià (Òdena)             | Modifica les dades a Wikidata |
|        | Santa Magdalena de l'Espelt   | l'Espelt | església     | Estil: arquitectura neoclàssica 17th century | 41° 35′ 59″ N, 1° 35′ 44″ E / 41.599672°N,1.595571°E ca:L'Espelt         | bé cultural d'interès local                | Santa Magdalena de l'Espelt                  | Modifica les dades a Wikidata |

## font
| imatge | Nom                  | Ubicat a | instància de | Detalls      | coordenades | Protecció                                  | Commons (més fotos)      | Dades a WD                    |
| ------ | -------------------- | -------- | ------------ | ------------ | --- | ------------------------------------------ | ------------------------ | ----------------------------- |
|        | font de can Masarnau | Òdena    | font         | 20th century | 41° 35′ 59″ N, 1° 36′ 43″ E / 41.5997°N,1.61193°E ca:Lloc on conflueixen el torrent de cal Guardabosc i el de Mussonsel torrent de Mussons |                                            |                          | Modifica les dades a Wikidata |
|        | font de la Torre     | Òdena    | font         |              | 41° 36′ 22″ N, 1° 38′ 23″ E / 41.606107°N,1.639653°E ca:Carrer de la Torre                                                                 | bé integrant del patrimoni cultural català | Font de la Torre (Òdena) | Modifica les dades a Wikidata |

## masia
| imatge | Nom                       | Ubicat a | instància de | Detalls                                  | coordenades                                                                                               | Protecció                                  | Commons (més fotos)           | Dades a WD                    |
| ------ | ------------------------- | -------- | ------------ | ---------------------------------------- | --- | ------------------------------------------ | ----------------------------- | ----------------------------- |
|        | Ca l'Aguilera de la Costa | Òdena    | masia        |                                          | 41° 36′ 28″ N, 1° 39′ 49″ E / 41.6079021861626°N,1.66358221419829°E                                       |                                            |                               | Modifica les dades a Wikidata |
|        | Ca l'Aguilereta           | Òdena    | masia        |                                          | 41° 38′ 13″ N, 1° 38′ 56″ E / 41.6370030041885°N,1.6488856749639°E                                        |                                            |                               | Modifica les dades a Wikidata |
|        | Ca l'Ajut                 | Òdena    | masia        |                                          | 41° 36′ 32″ N, 1° 34′ 50″ E / 41.6087811769372°N,1.58062461921086°E                                       |                                            |                               | Modifica les dades a Wikidata |
|        | Ca l'Andreu               | Òdena    | masia        |                                          | 41° 36′ 36″ N, 1° 39′ 16″ E / 41.6101106016195°N,1.65446361043206°E                                       |                                            |                               | Modifica les dades a Wikidata |
|        | Ca l'Atzet                | Òdena    | masia        |                                          | 41° 37′ 28″ N, 1° 39′ 29″ E / 41.6244206187385°N,1.65813942029904°E                                       |                                            |                               | Modifica les dades a Wikidata |
|        | Ca l'Enric del Pla        | Òdena    | masia        |                                          | 41° 35′ 29″ N, 1° 39′ 22″ E / 41.5914°N,1.6562°E                                                          |                                            | Ca l'Enric del Pla            | Modifica les dades a Wikidata |
|        | Ca la Montserrat          | Òdena    | masia        |                                          | 41° 36′ 07″ N, 1° 35′ 08″ E / 41.6019322345776°N,1.5854426588146°E                                        |                                            |                               | Modifica les dades a Wikidata |
|        | Ca la Pepa                | Òdena    | masia        |                                          | 41° 36′ 57″ N, 1° 35′ 23″ E / 41.61582°N,1.58965°E                                                        |                                            |                               | Modifica les dades a Wikidata |
|        | Ca n'Enrich               | Òdena    | masia        | Estil: arquitectura popular              | 41° 37′ 34″ N, 1° 37′ 46″ E / 41.626238°N,1.629527°E                                                      | bé integrant del patrimoni cultural català |                               | Modifica les dades a Wikidata |
|        | Cal Barrab                | Òdena    | masia        |                                          | 41° 36′ 33″ N, 1° 35′ 23″ E / 41.6092803151553°N,1.58971054688183°E                                       |                                            |                               | Modifica les dades a Wikidata |
|        | Cal Bon Joc               | Òdena    | masia        |                                          | 41° 37′ 06″ N, 1° 36′ 17″ E / 41.6183815430939°N,1.60481587507331°E                                       |                                            |                               | Modifica les dades a Wikidata |
|        | Cal Borràs                | Òdena    | masia        |                                          | 41° 35′ 11″ N, 1° 40′ 10″ E / 41.5864876699869°N,1.66937463213566°E                                       |                                            |                               | Modifica les dades a Wikidata |
|        | Cal Calbet                | Òdena    | masia        |                                          | 41° 36′ 27″ N, 1° 38′ 48″ E / 41.607615476175°N,1.64677489640292°E                                        |                                            |                               | Modifica les dades a Wikidata |
|        | Cal Casteller             | Òdena    | masia        |                                          | 41° 34′ 59″ N, 1° 39′ 24″ E / 41.582979736883°N,1.65662259567052°E                                        |                                            |                               | Modifica les dades a Wikidata |
|        | Cal Cesc                  | Òdena    | masia        |                                          | 41° 36′ 05″ N, 1° 35′ 12″ E / 41.6014061287295°N,1.58660612067376°E                                       |                                            |                               | Modifica les dades a Wikidata |
|        | Cal Cinto                 | Òdena    | masia        |                                          | 41° 38′ 02″ N, 1° 39′ 04″ E / 41.6338224144436°N,1.65108913117702°E                                       |                                            |                               | Modifica les dades a Wikidata |
|        | Cal Conill                | Òdena    | masia        |                                          | 41° 36′ 08″ N, 1° 36′ 54″ E / 41.6021935870059°N,1.61504056408853°E                                       |                                            |                               | Modifica les dades a Wikidata |
|        | Cal Cornet                | Òdena    | masia        |                                          | 41° 36′ 15″ N, 1° 34′ 37″ E / 41.604094618095°N,1.5768377186821°E                                         |                                            |                               | Modifica les dades a Wikidata |
|        | Cal Cul de Garsa          | Òdena    | masia        |                                          | 41° 36′ 29″ N, 1° 36′ 52″ E / 41.6081130085491°N,1.61444591371478°E                                       |                                            |                               | Modifica les dades a Wikidata |
|        | Cal Diabló                | Òdena    | masia        |                                          | 41° 36′ 48″ N, 1° 34′ 26″ E / 41.6132269709657°N,1.57378208904773°E ca:Camí de la Costa dels Frares       |                                            |                               | Modifica les dades a Wikidata |
|        | Cal Figuerola             | Òdena    | masia        |                                          | 41° 35′ 22″ N, 1° 40′ 06″ E / 41.5895754879086°N,1.66845939130264°E                                       |                                            |                               | Modifica les dades a Wikidata |
|        | Cal Futre                 | Òdena    | masia        |                                          | 41° 38′ 10″ N, 1° 38′ 50″ E / 41.6361805445586°N,1.64711393444045°E                                       |                                            |                               | Modifica les dades a Wikidata |
|        | Cal Gaies                 | Òdena    | masia        |                                          | 41° 37′ 07″ N, 1° 40′ 03″ E / 41.6184770299995°N,1.66751688911886°E                                       |                                            |                               | Modifica les dades a Wikidata |
|        | Cal Gall                  | Òdena    | masia        |                                          | 41° 39′ 38″ N, 1° 37′ 05″ E / 41.6604784523194°N,1.6181160667797°E                                        |                                            |                               | Modifica les dades a Wikidata |
|        | Cal Garsa                 | Òdena    | masia        |                                          | 41° 36′ 35″ N, 1° 37′ 10″ E / 41.6097328881229°N,1.619571785261°E                                         |                                            |                               | Modifica les dades a Wikidata |
|        | Cal Gaspar                | Òdena    | masia        |                                          | 41° 37′ 50″ N, 1° 39′ 52″ E / 41.6305016007498°N,1.66443604655857°E                                       |                                            |                               | Modifica les dades a Wikidata |
|        | Cal Guardabosc            | Òdena    | masia        |                                          | 41° 36′ 48″ N, 1° 36′ 07″ E / 41.6132200209113°N,1.60180663349819°E ca:Camí de cal Guardabosc             |                                            |                               | Modifica les dades a Wikidata |
|        | Cal Guilera               | Òdena    | masia        |                                          | 41° 36′ 35″ N, 1° 38′ 42″ E / 41.6097914359661°N,1.64492922425521°E                                       |                                            |                               | Modifica les dades a Wikidata |
|        | Cal Jan Tardà             | Òdena    | masia        |                                          | 41° 36′ 43″ N, 1° 39′ 18″ E / 41.6120098928124°N,1.65513223551976°E                                       |                                            |                               | Modifica les dades a Wikidata |
|        | Cal Jan Xic               | Òdena    | masia        |                                          | 41° 36′ 34″ N, 1° 39′ 14″ E / 41.6093837561571°N,1.65392666061139°E                                       |                                            |                               | Modifica les dades a Wikidata |
|        | Cal Jantorres             | Òdena    | masia        |                                          | 41° 38′ 26″ N, 1° 37′ 54″ E / 41.6406527883649°N,1.63154335506427°E                                       |                                            |                               | Modifica les dades a Wikidata |
|        | Cal Jaume Anton           | Òdena    | masia        |                                          | 41° 36′ 40″ N, 1° 37′ 08″ E / 41.6109866224187°N,1.6189689810559°E                                        |                                            |                               | Modifica les dades a Wikidata |
|        | Cal Jorba Vell            | Òdena    | masia        |                                          | 41° 36′ 41″ N, 1° 39′ 26″ E / 41.6113662642471°N,1.65708986177782°E                                       |                                            |                               | Modifica les dades a Wikidata |
|        | Cal Jorbet                | Òdena    | masia        |                                          | 41° 37′ 03″ N, 1° 39′ 55″ E / 41.6174978762614°N,1.66541256519486°E                                       |                                            |                               | Modifica les dades a Wikidata |
|        | Cal Llacuna               | Òdena    | masia        |                                          | 41° 34′ 48″ N, 1° 39′ 25″ E / 41.5798948581832°N,1.65701042495486°E                                       |                                            |                               | Modifica les dades a Wikidata |
|        | Cal Llorenç               | Òdena    | masia        |                                          | 41° 36′ 32″ N, 1° 38′ 33″ E / 41.608761468649°N,1.64237054723434°E                                        |                                            |                               | Modifica les dades a Wikidata |
|        | Cal Lluís de Ca l'Ajut    | Òdena    | masia        |                                          | 41° 35′ 51″ N, 1° 35′ 14″ E / 41.5975058210216°N,1.58731518239766°E                                       |                                            |                               | Modifica les dades a Wikidata |
|        | Cal Magí de Viladers      | Òdena    | masia        |                                          | 41° 38′ 29″ N, 1° 39′ 41″ E / 41.6412847875594°N,1.66149976690329°E                                       |                                            |                               | Modifica les dades a Wikidata |
|        | Cal Magí de les Alzines   | Òdena    | masia        | Estil: arquitectura popular              | 41° 36′ 21″ N, 1° 35′ 56″ E / 41.605721°N,1.598926°E                                                      | bé integrant del patrimoni cultural català | Can Magí de les Alzines       | Modifica les dades a Wikidata |
|        | Cal Manyoses              | Òdena    | masia        |                                          | 41° 35′ 55″ N, 1° 39′ 53″ E / 41.598584187621°N,1.66472243540373°E                                        |                                            |                               | Modifica les dades a Wikidata |
|        | Cal Maringallo            | Òdena    | masia        |                                          | 41° 35′ 54″ N, 1° 38′ 40″ E / 41.5982398292691°N,1.6445349761597°E                                        |                                            |                               | Modifica les dades a Wikidata |
|        | Cal Marquès               | Òdena    | masia        |                                          | 41° 35′ 27″ N, 1° 39′ 57″ E / 41.5908873124376°N,1.66585290536817°E                                       |                                            |                               | Modifica les dades a Wikidata |
|        | Cal Martorell             | Òdena    | masia        |                                          | 41° 34′ 50″ N, 1° 39′ 35″ E / 41.5804932368345°N,1.65966110586705°E                                       |                                            |                               | Modifica les dades a Wikidata |
|        | Cal Martri                | Òdena    | masia        |                                          | 41° 36′ 25″ N, 1° 37′ 10″ E / 41.6070018811546°N,1.61941399814251°E                                       |                                            |                               | Modifica les dades a Wikidata |
|        | Cal Mestre Vila Vell      | Òdena    | masia        | 1838                                     | 41° 37′ 28″ N, 1° 39′ 18″ E / 41.624482498353°N,1.65495707400585°E ca:Camí de Can Brunet                  |                                            |                               | Modifica les dades a Wikidata |
|        | Cal Mingot                | Òdena    | masia        |                                          | 41° 37′ 30″ N, 1° 39′ 10″ E / 41.6248712770459°N,1.65277625387992°E                                       |                                            |                               | Modifica les dades a Wikidata |
|        | Cal Miseracs              | Òdena    | masia        |                                          | 41° 35′ 47″ N, 1° 36′ 51″ E / 41.5964894847154°N,1.61407064553706°E                                       |                                            |                               | Modifica les dades a Wikidata |
|        | Cal Monjo                 | Òdena    | masia        |                                          | 41° 36′ 41″ N, 1° 39′ 30″ E / 41.611505503173°N,1.65821512432838°E                                        |                                            |                               | Modifica les dades a Wikidata |
|        | Cal Munts                 | Òdena    | masia        |                                          | 41° 36′ 58″ N, 1° 37′ 09″ E / 41.6161404561064°N,1.61912307781504°E                                       |                                            |                               | Modifica les dades a Wikidata |
|        | Cal Mussons               | Òdena    | masia        |                                          | 41° 36′ 27″ N, 1° 37′ 02″ E / 41.6075247734555°N,1.61720669443291°E                                       |                                            |                               | Modifica les dades a Wikidata |
|        | Cal Nasi                  | Òdena    | masia        |                                          | 41° 36′ 41″ N, 1° 38′ 44″ E / 41.611382920076°N,1.64545998689906°E                                        |                                            |                               | Modifica les dades a Wikidata |
|        | Cal Parcer Nou            | Òdena    | masia        |                                          | 41° 38′ 09″ N, 1° 38′ 53″ E / 41.6358298192413°N,1.64792567966676°E                                       |                                            |                               | Modifica les dades a Wikidata |
|        | Cal Pau Jorbet            | Òdena    | masia        |                                          | 41° 36′ 55″ N, 1° 39′ 42″ E / 41.6152107493864°N,1.66159498218977°E                                       |                                            |                               | Modifica les dades a Wikidata |
|        | Cal Pau Magí              | Òdena    | masia        |                                          | 41° 37′ 05″ N, 1° 39′ 03″ E / 41.6179950035923°N,1.65090292154666°E                                       |                                            |                               | Modifica les dades a Wikidata |
|        | Cal Pau Pontons           | Òdena    | masia        |                                          | 41° 36′ 39″ N, 1° 38′ 43″ E / 41.610823493927°N,1.64537567991405°E                                        |                                            |                               | Modifica les dades a Wikidata |
|        | Cal Pelfort               | Òdena    | masia        |                                          | 41° 36′ 00″ N, 1° 36′ 33″ E / 41.5999323053915°N,1.6090292087027°E                                        |                                            |                               | Modifica les dades a Wikidata |
|        | Cal Pere Grau             | Òdena    | masia        |                                          | 41° 38′ 11″ N, 1° 38′ 53″ E / 41.636479658915°N,1.6481619445395°E                                         |                                            |                               | Modifica les dades a Wikidata |
|        | Cal Pere de la Font       | Òdena    | masia        |                                          | 41° 36′ 26″ N, 1° 37′ 13″ E / 41.607326264572°N,1.62017513313738°E                                        |                                            |                               | Modifica les dades a Wikidata |
|        | Cal Pessetero             | Òdena    | masia        |                                          | 41° 39′ 19″ N, 1° 38′ 42″ E / 41.655213426986°N,1.64492620575787°E                                        |                                            |                               | Modifica les dades a Wikidata |
|        | Cal Poncillo              | Òdena    | masia        |                                          | 41° 38′ 11″ N, 1° 40′ 03″ E / 41.6362824673773°N,1.66740228524004°E                                       |                                            |                               | Modifica les dades a Wikidata |
|        | Cal Ponç                  | Òdena    | masia        |                                          | 41° 35′ 58″ N, 1° 36′ 20″ E / 41.5994123272392°N,1.60551257263415°E ca:Camí de la Font de Masarnau        |                                            |                               | Modifica les dades a Wikidata |
|        | Cal Ramon de la Quima     | Òdena    | masia        |                                          | 41° 36′ 23″ N, 1° 37′ 09″ E / 41.6063246577745°N,1.61927242979344°E                                       |                                            |                               | Modifica les dades a Wikidata |
|        | Cal Roig                  | Òdena    | masia        |                                          | 41° 37′ 36″ N, 1° 37′ 44″ E / 41.6267428413015°N,1.62900454380358°E                                       |                                            |                               | Modifica les dades a Wikidata |
|        | Cal Roig Nou              | Òdena    | masia        |                                          | 41° 37′ 45″ N, 1° 38′ 15″ E / 41.62914839964°N,1.6375108630011°E                                          |                                            |                               | Modifica les dades a Wikidata |
|        | Cal Rossinyol             | Òdena    | masia        |                                          | 41° 37′ 53″ N, 1° 40′ 01″ E / 41.6312504106277°N,1.66686966371688°E                                       |                                            |                               | Modifica les dades a Wikidata |
|        | Cal Sanador               | Òdena    | masia        |                                          | 41° 36′ 49″ N, 1° 35′ 54″ E / 41.6135903876117°N,1.59819804677092°E                                       |                                            |                               | Modifica les dades a Wikidata |
|        | Cal Santomiu              | Òdena    | masia        |                                          | 41° 37′ 15″ N, 1° 36′ 08″ E / 41.6207014146137°N,1.60226918188361°E                                       |                                            |                               | Modifica les dades a Wikidata |
|        | Cal Seuveta               | Òdena    | masia        |                                          | 41° 38′ 02″ N, 1° 36′ 35″ E / 41.6338345176711°N,1.60977715391726°E                                       |                                            |                               | Modifica les dades a Wikidata |
|        | Cal Solà                  | Òdena    | masia        |                                          | 41° 37′ 35″ N, 1° 37′ 39″ E / 41.6264445023896°N,1.62740228110871°E                                       |                                            |                               | Modifica les dades a Wikidata |
|        | Cal Sord                  | Òdena    | masia        |                                          | 41° 36′ 10″ N, 1° 36′ 26″ E / 41.6028092797283°N,1.60710742003192°E                                       |                                            |                               | Modifica les dades a Wikidata |
|        | Cal Sort                  | Òdena    | masia        |                                          | 41° 36′ 57″ N, 1° 36′ 18″ E / 41.6158612761625°N,1.6049542164515°E                                        |                                            |                               | Modifica les dades a Wikidata |
|        | Cal Tallaret              | Òdena    | masia        |                                          | 41° 38′ 27″ N, 1° 37′ 47″ E / 41.6408911814404°N,1.62962919080427°E                                       |                                            |                               | Modifica les dades a Wikidata |
|        | Cal Tallaret              | Òdena    | masia        |                                          | 41° 36′ 14″ N, 1° 38′ 13″ E / 41.6038513178237°N,1.63692941428366°E                                       |                                            |                               | Modifica les dades a Wikidata |
|        | Cal Teixidor              | Òdena    | masia        |                                          | 41° 36′ 11″ N, 1° 38′ 10″ E / 41.6029240119554°N,1.63620493295731°E                                       |                                            |                               | Modifica les dades a Wikidata |
|        | Cal Tesanet               | Òdena    | masia        |                                          | 41° 37′ 50″ N, 1° 36′ 41″ E / 41.6305842778224°N,1.61137165068266°E                                       |                                            |                               | Modifica les dades a Wikidata |
|        | Cal Ton de la Maringa     | Òdena    | masia        |                                          | 41° 37′ 03″ N, 1° 36′ 08″ E / 41.617440588738°N,1.6022435808551°E                                         |                                            |                               | Modifica les dades a Wikidata |
|        | Cal Torrents              | Òdena    | masia        |                                          | 41° 36′ 02″ N, 1° 35′ 14″ E / 41.6004944486326°N,1.58717799549188°E                                       |                                            |                               | Modifica les dades a Wikidata |
|        | Cal Tous                  | Òdena    | masia        |                                          | 41° 37′ 31″ N, 1° 37′ 41″ E / 41.6252010207823°N,1.62811289409703°E                                       |                                            |                               | Modifica les dades a Wikidata |
|        | Cal Tòfol                 | Òdena    | masia        |                                          | 41° 39′ 03″ N, 1° 36′ 24″ E / 41.6507038203681°N,1.60674848611486°E                                       |                                            |                               | Modifica les dades a Wikidata |
|        | Cal Vallès                | Òdena    | masia        |                                          | 41° 36′ 38″ N, 1° 35′ 30″ E / 41.6105743768798°N,1.5916745884279°E                                        |                                            |                               | Modifica les dades a Wikidata |
|        | Cal Vendrell              | Òdena    | masia        |                                          | 41° 37′ 43″ N, 1° 36′ 42″ E / 41.6285065350548°N,1.61160832159151°E                                       |                                            |                               | Modifica les dades a Wikidata |
|        | Cal Vicentó               | Òdena    | masia        |                                          | 41° 36′ 52″ N, 1° 36′ 23″ E / 41.6143485428923°N,1.60647507885891°E                                       |                                            |                               | Modifica les dades a Wikidata |
|        | Cal Viladés               | Òdena    | masia        |                                          | 41° 38′ 41″ N, 1° 39′ 46″ E / 41.644741°N,1.662655°E 517 msnm                                             |                                            |                               | Modifica les dades a Wikidata |
|        | Can Bosc                  | Òdena    | masia        |                                          | 41° 36′ 36″ N, 1° 36′ 26″ E / 41.6100148656337°N,1.60710842159609°E                                       |                                            |                               | Modifica les dades a Wikidata |
|        | Can Brunet                | Òdena    | masia        |                                          | 41° 38′ 18″ N, 1° 38′ 49″ E / 41.638266461001°N,1.646923953127°E                                          |                                            |                               | Modifica les dades a Wikidata |
|        | Can Closa                 | Òdena    | masia        |                                          | 41° 37′ 33″ N, 1° 37′ 42″ E / 41.6258144842707°N,1.62819592147094°E                                       |                                            |                               | Modifica les dades a Wikidata |
|        | Can Jorba                 | Òdena    | masia        |                                          | 41° 36′ 40″ N, 1° 39′ 20″ E / 41.6112128176198°N,1.65552084175783°E                                       |                                            |                               | Modifica les dades a Wikidata |
|        | Can Macià                 | Òdena    | masia        | Estil: arquitectura popular              | 41° 35′ 55″ N, 1° 39′ 22″ E / 41.598747°N,1.65605°E ca:Carretera d'Òdena a Igualada                       | bé cultural d'interès local                | Can Macià (Òdena)             | Modifica les dades a Wikidata |
|        | Can Manel Sabater         | Òdena    | masia        |                                          | 41° 37′ 57″ N, 1° 37′ 32″ E / 41.6325473026021°N,1.62556801996689°E                                       |                                            |                               | Modifica les dades a Wikidata |
|        | Can Mercader              | Òdena    | masia        | Estil: arquitectura popular              | 41° 36′ 28″ N, 1° 36′ 42″ E / 41.607732°N,1.611577°E                                                      | bé integrant del patrimoni cultural català |                               | Modifica les dades a Wikidata |
|        | Can Nadal                 | Òdena    | masia        |                                          | 41° 34′ 57″ N, 1° 39′ 18″ E / 41.5825735966659°N,1.65501152217735°E                                       |                                            |                               | Modifica les dades a Wikidata |
|        | Can Palomes               | Òdena    | masia        |                                          | 41° 35′ 55″ N, 1° 35′ 10″ E / 41.5985639418739°N,1.58620017936467°E                                       |                                            |                               | Modifica les dades a Wikidata |
|        | Can Puig Bufer            | Òdena    | masia        | Estil: arquitectura popular              | 41° 38′ 38″ N, 1° 36′ 50″ E / 41.644026°N,1.613848°E                                                      | bé integrant del patrimoni cultural català |                               | Modifica les dades a Wikidata |
|        | Can Riba                  | Òdena    | masia        |                                          | 41° 34′ 55″ N, 1° 38′ 18″ E / 41.5819006571904°N,1.63839887756999°E                                       |                                            |                               | Modifica les dades a Wikidata |
|        | Can Rumbà                 | Òdena    | masia        | Estil: arquitectura popular              | 41° 39′ 10″ N, 1° 37′ 45″ E / 41.652706°N,1.629052°E                                                      | bé integrant del patrimoni cultural català |                               | Modifica les dades a Wikidata |
|        | Can Soler                 | Òdena    | masia        |                                          | 41° 37′ 42″ N, 1° 39′ 23″ E / 41.6282087478652°N,1.65627215844257°E                                       |                                            |                               | Modifica les dades a Wikidata |
|        | Can Ventayols             | Òdena    | masia        | Estil: arquitectura popular              | 41° 36′ 58″ N, 1° 40′ 07″ E / 41.616071°N,1.668731°E                                                      | bé integrant del patrimoni cultural català | Can Ventaiols                 | Modifica les dades a Wikidata |
|        | Can Vives                 | Òdena    | masia        |                                          | 41° 37′ 59″ N, 1° 37′ 20″ E / 41.6331828438685°N,1.62222896354582°E                                       |                                            |                               | Modifica les dades a Wikidata |
|        | Caseria d'en Ripoll       | Òdena    | masia        |                                          | 41° 38′ 15″ N, 1° 39′ 22″ E / 41.6374200589392°N,1.65603278404965°E                                       |                                            |                               | Modifica les dades a Wikidata |
|        | Cup del Geni              | Òdena    | masia        |                                          | 41° 37′ 48″ N, 1° 39′ 31″ E / 41.6299483938363°N,1.65869705771182°E                                       |                                            |                               | Modifica les dades a Wikidata |
|        | Cup del Rafeques          | Òdena    | masia        |                                          | 41° 37′ 52″ N, 1° 39′ 55″ E / 41.6309898692346°N,1.66537437943908°E                                       |                                            |                               | Modifica les dades a Wikidata |
|        | Cup del Seuva             | Òdena    | masia        |                                          | 41° 38′ 03″ N, 1° 39′ 32″ E / 41.6341845592182°N,1.65894538619981°E                                       |                                            |                               | Modifica les dades a Wikidata |
|        | Cutxes                    | Òdena    | masia        |                                          | 41° 39′ 24″ N, 1° 37′ 50″ E / 41.6566541791651°N,1.63046000964012°E                                       |                                            |                               | Modifica les dades a Wikidata |
|        | Mas del Vent              | Òdena    | masia        |                                          | 41° 38′ 07″ N, 1° 37′ 40″ E / 41.635310676472°N,1.62768239093484°E ca:Camí de can Sabater a can Jantorras |                                            |                               | Modifica les dades a Wikidata |
|        | Masia de Sant Bernabé     | Òdena    | masia        |                                          | 41° 36′ 53″ N, 1° 39′ 47″ E / 41.614858055556°N,1.6631530555556°E                                         |                                            | Masia de Sant Bernabé (Òdena) | Modifica les dades a Wikidata |
|        | Masia del Roca            | Òdena    | masia        | Estat: ruïnós                            | 41° 35′ 29″ N, 1° 39′ 31″ E / 41.591503°N,1.658501°E 344 msnm                                             |                                            | Masia del Roca                | Modifica les dades a Wikidata |
|        | Torre dels Senyors        | Òdena    | masia        |                                          | 41° 37′ 45″ N, 1° 40′ 10″ E / 41.6291808016092°N,1.66937331193728°E                                       |                                            |                               | Modifica les dades a Wikidata |
|        | ca n'Oranies              | Òdena    | masia        | Estil: arquitectura popular 16th century | 41° 34′ 52″ N, 1° 38′ 47″ E / 41.581175°N,1.646331°E ca:Carretera BV-1106, km 0,5 345 msnm                | bé integrant del patrimoni cultural català | Ca n'Oranies                  | Modifica les dades a Wikidata |
|        | el Caire                  | Òdena    | masia        |                                          | 41° 38′ 31″ N, 1° 37′ 24″ E / 41.6418413857037°N,1.62322121625392°E                                       |                                            |                               | Modifica les dades a Wikidata |
|        | el Forn                   | Òdena    | masia        |                                          | 41° 37′ 26″ N, 1° 39′ 26″ E / 41.6238142492418°N,1.65711965983481°E                                       |                                            |                               | Modifica les dades a Wikidata |
|        | el Màrius                 | Òdena    | masia        |                                          | 41° 36′ 02″ N, 1° 35′ 31″ E / 41.6005338491403°N,1.59185695237825°E                                       |                                            |                               | Modifica les dades a Wikidata |
|        | el Passanalts             | Òdena    | masia        |                                          | 41° 36′ 09″ N, 1° 35′ 05″ E / 41.6026080147761°N,1.58473190245486°E                                       |                                            |                               | Modifica les dades a Wikidata |
|        | els Cups de l'Enric       | Òdena    | masia        |                                          | 41° 38′ 01″ N, 1° 38′ 12″ E / 41.6336883437656°N,1.63667306537076°E                                       |                                            |                               | Modifica les dades a Wikidata |
|        | els Fills de Cal Pelfort  | Òdena    | masia        |                                          | 41° 35′ 58″ N, 1° 36′ 42″ E / 41.5994522507821°N,1.61178736814912°E                                       |                                            |                               | Modifica les dades a Wikidata |
|        | la Casa Nova              | Òdena    | masia        |                                          | 41° 36′ 38″ N, 1° 39′ 18″ E / 41.6105041269072°N,1.65499549546575°E                                       |                                            |                               | Modifica les dades a Wikidata |
|        | la Caseta                 | Òdena    | masia        |                                          | 41° 35′ 47″ N, 1° 36′ 23″ E / 41.5963164955915°N,1.60646713288283°E                                       |                                            |                               | Modifica les dades a Wikidata |
|        | la Casona                 | Òdena    | masia        |                                          | 41° 35′ 49″ N, 1° 35′ 50″ E / 41.5969322032603°N,1.59710676702196°E                                       |                                            |                               | Modifica les dades a Wikidata |
|        | la Morera                 | Òdena    | masia        | Estil: arquitectura popular              | 41° 37′ 15″ N, 1° 37′ 11″ E / 41.620926°N,1.619861°E                                                      | bé integrant del patrimoni cultural català |                               | Modifica les dades a Wikidata |
|        | la Vinya                  | Òdena    | masia        |                                          | 41° 36′ 09″ N, 1° 37′ 16″ E / 41.6024465166157°N,1.62109510502817°E                                       |                                            |                               | Modifica les dades a Wikidata |
|        | les Maioles               | Òdena    | masia        |                                          | 41° 38′ 23″ N, 1° 36′ 07″ E / 41.639747233749°N,1.60195369267883°E                                        |                                            |                               | Modifica les dades a Wikidata |

## molí d'aigua
| imatge | Nom                        | Ubicat a | instància de | Detalls                     | coordenades                                          | Protecció                                  | Commons (més fotos)      | Dades a WD                    |
| ------ | -------------------------- | -------- | ------------ | --------------------------- | ---------------------------------------------------- | ------------------------------------------ | ------------------------ | ----------------------------- |
|        | Molí de Can Brunet de Baix | Òdena    | molí d'aigua | Estil: arquitectura popular |                                                      | bé integrant del patrimoni cultural català |                          | Modifica les dades a Wikidata |
|        | Molí de Can Brunet de Dalt | Òdena    | molí d'aigua | Estil: arquitectura popular |                                                      | bé integrant del patrimoni cultural català |                          | Modifica les dades a Wikidata |
|        | Molí de Can Roca           | Òdena    | molí d'aigua | Estil: arquitectura popular | 41° 35′ 55″ N, 1° 38′ 11″ E / 41.598572°N,1.636393°E | bé integrant del patrimoni cultural català | Molí de Can Roca (Òdena) | Modifica les dades a Wikidata |
|        | Molí del Boix              | Òdena    | molí d'aigua | Estil: arquitectura popular |                                                      | bé integrant del patrimoni cultural català |                          | Modifica les dades a Wikidata |

## muntanya
| imatge | Nom                   | Ubicat a         | instància de | Detalls | coordenades                                                            | Protecció | Commons (més fotos)     | Dades a WD                    |
| ------ | --------------------- | ---------------- | ------------ | ------- | ---------------------------------------------------------------------- | --------- | ----------------------- | ----------------------------- |
|        | Collet del Burrisquet | Òdena            | muntanya     |         | 41° 35′ 55″ N, 1° 40′ 12″ E / 41.5987°N,1.67008°E 427.7 msnm           |           |                         | Modifica les dades a Wikidata |
|        | Còpia de Palomes      | Òdena Rubió      | muntanya     |         | 41° 39′ 35″ N, 1° 36′ 10″ E / 41.6597°N,1.60281°E 837 msnm             |           | Còpia de Palomes        | Modifica les dades a Wikidata |
|        | Morrocurt             | Òdena Rubió      | muntanya     |         | 41° 38′ 31″ N, 1° 35′ 30″ E / 41.6419°N,1.5916°E                       |           |                         | Modifica les dades a Wikidata |
|        | Puig Rabat            | Òdena            | muntanya     |         | 41° 36′ 23″ N, 1° 38′ 52″ E / 41.60637778°N,1.64779167°E 416.2 msnm    |           |                         | Modifica les dades a Wikidata |
|        | Puig d'Aguilera       | Òdena Castellolí | muntanya     |         | 41° 36′ 17″ N, 1° 40′ 15″ E / 41.6047885186°N,1.67081069484°E 626 msnm |           | Puig d'Aguilera (Ódena) | Modifica les dades a Wikidata |
|        | Roca de la Pedrissa   | Òdena Igualada   | muntanya     |         | 41° 35′ 58″ N, 1° 37′ 47″ E / 41.5994°N,1.62973889°E 398 msnm          |           | Roca de la Pedrissa     | Modifica les dades a Wikidata |
|        | Turó de Viladés       | Òdena            | muntanya     |         | 41° 38′ 51″ N, 1° 39′ 21″ E / 41.6475°N,1.65581°E 551.3 msnm           |           |                         | Modifica les dades a Wikidata |
|        | Turó de les Guixeres  | Òdena            | muntanya     |         | 41° 35′ 49″ N, 1° 37′ 31″ E / 41.59693889°N,1.62539167°E 402.3 msnm    |           |                         | Modifica les dades a Wikidata |

## nucli de població
| imatge | Nom                | Ubicat a      | instància de                                           | Detalls | coordenades                                                       | Protecció | Commons (més fotos) | Dades a WD                    |
| ------ | ------------------ | ------------- | ------------------------------------------------------ | ------- | ----------------------------------------------------------------- | --------- | ------------------- | ----------------------------- |
|        | Manyoses           | Pla, el Òdena | nucli de població nucli d'entitat singular de població | 847 hab | 41° 34′ 50″ N, 1° 38′ 32″ E / 41.58060447°N,1.64216842°E 331 msnm |           |                     | Modifica les dades a Wikidata |
|        | Sant Pere          | Pla, el Òdena | nucli de població nucli d'entitat singular de població | 474 hab | 41° 34′ 47″ N, 1° 38′ 25″ E / 41.57961885°N,1.64031774°E 327 msnm |           |                     | Modifica les dades a Wikidata |
|        | Sant Ramon         | Pla, el Òdena | nucli de població nucli d'entitat singular de població | 86 hab  | 41° 36′ 18″ N, 1° 37′ 12″ E / 41.60486481°N,1.61986713°E 405 msnm |           |                     | Modifica les dades a Wikidata |
|        | Santa Olga         | Òdena         | nucli de població nucli d'entitat singular de població | 84 hab  | 41° 36′ 06″ N, 1° 38′ 27″ E / 41.60156601°N,1.640841°E 375 msnm   |           |                     | Modifica les dades a Wikidata |
|        | el Pla de la Masia | Òdena         | nucli de població                                      |         | 41° 36′ 08″ N, 1° 38′ 27″ E / 41.60218889°N,1.64090833°E          |           |                     | Modifica les dades a Wikidata |

## pont
| imatge | Nom                                                    | Ubicat a | instància de | Detalls                          | coordenades                                                                                            | Protecció                                  | Commons (més fotos) | Dades a WD                    |
| ------ | ------------------------------------------------------ | -------- | ------------ | -------------------------------- | --- | ------------------------------------------ | ------------------- | ----------------------------- |
|        | Embassament i pont de can Macià                        | Òdena    | pont         | 1921 Estat: bon estat            | 41° 35′ 47″ N, 1° 39′ 29″ E / 41.59648°N,1.65813°E ca:Finca de can Macià                               |                                            |                     | Modifica les dades a Wikidata |
|        | Pont Vell de les Maioles                               | Òdena    | pont         | 20th century                     | 41° 38′ 24″ N, 1° 36′ 11″ E / 41.6400411162946°N,1.60316003344814°E ca:Antic camí de les Malloles      |                                            |                     | Modifica les dades a Wikidata |
|        | Pont d'en Morera                                       | Òdena    | pont         | 1901 Estat: malmès               | 41° 36′ 56″ N, 1° 37′ 58″ E / 41.6155460185571°N,1.63268639582102°E                                    |                                            |                     | Modifica les dades a Wikidata |
|        | Pont de Ferro                                          | Òdena    | pont         | 20th century                     | 41° 36′ 27″ N, 1° 38′ 15″ E / 41.60746°N,1.63761°E ca:Riera d'Òdena                                    |                                            |                     | Modifica les dades a Wikidata |
|        | Pont de Monells o de pedra                             | Òdena    | pont         | 20th century Estat: bon estat    | 41° 36′ 41″ N, 1° 38′ 20″ E / 41.61136°N,1.63884°E ca:Camí de les Baumes, en creuar la riera d'Òdena   |                                            |                     | Modifica les dades a Wikidata |
|        | Pont de Ventaiols                                      | Òdena    | pont         | 20th century Estat: bon estat    | 41° 36′ 54″ N, 1° 39′ 56″ E / 41.6149971822674°N,1.66569216729175°E                                    |                                            |                     | Modifica les dades a Wikidata |
|        | Pont de can Martorell                                  | Òdena    | pont         | 1923 Estat: bon estat            | 41° 35′ 53″ N, 1° 36′ 49″ E / 41.59808°N,1.61351°E ca:Camí de can Martorell                            |                                            |                     | Modifica les dades a Wikidata |
|        | Pont de can Roca                                       | Òdena    | pont         | 20th century Estat: bon estat    | 41° 35′ 54″ N, 1° 38′ 09″ E / 41.59845°N,1.63572°E ca:Carretera vella d'Igualada a Òdena               |                                            |                     | Modifica les dades a Wikidata |
|        | Pont de l'antic camí de l'Espelt a Igualada            | Òdena    | pont         | 20th century Estat: bon estat    | 41° 35′ 37″ N, 1° 35′ 30″ E / 41.59355°N,1.59176°E ca:Camí de l'Espelt a Igualada                      |                                            |                     | Modifica les dades a Wikidata |
|        | Pont de la O                                           | Òdena    | pont         | Estil: arquitectura popular 1900 | 41° 36′ 19″ N, 1° 37′ 48″ E / 41.605208°N,1.629989°E ca:Camí de Can Sabaté                             | bé integrant del patrimoni cultural català |                     | Modifica les dades a Wikidata |
|        | Pont de la carretera de can Macià                      | Òdena    | pont         | 20th century Estat: bon estat    | 41° 36′ 06″ N, 1° 38′ 53″ E / 41.60171°N,1.64795°E ca:Carretera BV-1106 d'Igualada a Òdena, Km. 2,9    |                                            |                     | Modifica les dades a Wikidata |
|        | Pont del camí de can Brunet                            | Òdena    | pont         | Estat: bon estat                 | 41° 37′ 52″ N, 1° 39′ 09″ E / 41.63114°N,1.65239°E ca:Camí de can Brunet                               |                                            |                     | Modifica les dades a Wikidata |
|        | Pont del camí de can Sabater al corral de les Malloles | Òdena    | pont         | Estat: bon estat                 | 41° 37′ 57″ N, 1° 37′ 07″ E / 41.63248°N,1.61865°E ca:Camí de can Sabater al corral de les Malloles    |                                            |                     | Modifica les dades a Wikidata |
|        | Pont del torrent de Rossinyol                          | Òdena    | pont         | 20th century Estat: bon estat    | 41° 37′ 34″ N, 1° 38′ 59″ E / 41.62616°N,1.64968°E ca:Camí de can Brunet                               |                                            |                     | Modifica les dades a Wikidata |
|        | Pont del torrent de la plana de can Morera             | Òdena    | pont         | 20th century Estat: bon estat    | 41° 37′ 11″ N, 1° 36′ 53″ E / 41.61965°N,1.61464°E ca:Carretera BV-1031 d'Igualada a Calaf, Km. 15,675 |                                            |                     | Modifica les dades a Wikidata |

## rellotge de sol
| imatge | Nom                                  | Ubicat a | instància de    | Detalls      | coordenades                                                             | Protecció | Commons (més fotos) | Dades a WD                    |
| ------ | ------------------------------------ | -------- | --------------- | ------------ | ----------------------------------------------------------------------- | --------- | ------------------- | ----------------------------- |
|        | rellotge de sol de can Cisco         | Òdena    | rellotge de sol | 20th century | 41° 35′ 58″ N, 1° 36′ 41″ E / 41.59939°N,1.61152°E ca:Can Cisco         |           |                     | Modifica les dades a Wikidata |
|        | rellotge de sol de can Jaume Pelfort | Òdena    | rellotge de sol | 20th century | 41° 35′ 58″ N, 1° 36′ 41″ E / 41.59938°N,1.61137°E ca:Can Jaume Pelfort |           |                     | Modifica les dades a Wikidata |

## Misc
| imatge | Nom                                                | Ubicat a                           | instància de                                                     | Detalls                                         | coordenades                                                                             | Protecció                                            | Commons (més fotos)         | Dades a WD                    |
| ------ | -------------------------------------------------- | ---------------------------------- | ---------------------------------------------------------------- | ----------------------------------------------- | --------------------------------------------------------------------------------------- | ---------------------------------------------------- | --------------------------- | ----------------------------- |
|        | Aeròdrom d'Igualada-Òdena General Vives            | Òdena                              | aeroport Ús: vol sense motor esports aeris aviació ultralleugera | Superfície: 33.8ha Anomenat per: Òdena Igualada | 41° 35′ 08″ N, 1° 39′ 11″ E / 41.585555555556°N,1.6530555555556°E 330 msnm              |                                                      | Igualada-Òdena aerodrome    | Modifica les dades a Wikidata |
|        | Forn de calç de Can Prat                           | Òdena                              | forn de calç                                                     | Estil: arquitectura popular                     |                                                                                         | bé integrant del patrimoni cultural català           |                             | Modifica les dades a Wikidata |
|        | Granja Casio                                       | Òdena                              | granja                                                           |                                                 | 41° 36′ 12″ N, 1° 35′ 18″ E / 41.6033819347762°N,1.58833900500242°E                     |                                                      |                             | Modifica les dades a Wikidata |
|        | Pantà de Can Macià                                 | Òdena                              | pantà                                                            | Estil: arquitectura popular                     | 41° 35′ 47″ N, 1° 39′ 29″ E / 41.596487°N,1.658106°E                                    | bé integrant del patrimoni cultural català           | Pantà de Can Macià          | Modifica les dades a Wikidata |
|        | Parc eòlic de Rubió                                | Rubió Castellfollit del Boix Òdena | parc eòlic terrestre                                             | 2003                                            | 41° 39′ 02″ N, 1° 36′ 07″ E / 41.65055556°N,1.60194444°E 820 msnm                       |                                                      | Wind farm on Serra de Rubió | Modifica les dades a Wikidata |
|        | Pedrera de guix o guixera del camí de can Masarnau | Òdena                              | pedrera                                                          |                                                 | 41° 35′ 38″ N, 1° 36′ 50″ E / 41.59402°N,1.6138°E ca:Camí de can Masarnau               |                                                      |                             | Modifica les dades a Wikidata |
|        | Polígon industrial Pla de les Gavarreres           | Òdena                              | polígon industrial                                               |                                                 | 41° 34′ 35″ N, 1° 39′ 13″ E / 41.5762516767062°N,1.65355935976156°E                     |                                                      |                             | Modifica les dades a Wikidata |
|        | Puig Aguilera                                      | Òdena                              | vèrtex geodèsic                                                  | Alt: 1.2m                                       | 41° 36′ 17″ N, 1° 40′ 15″ E / 41.604706°N,1.670823°E 625.441 msnm                       |                                                      |                             | Modifica les dades a Wikidata |
|        | Puig Rabat                                         | Òdena                              | nucli d'entitat singular de població                             | 82 hab                                          | 41° 36′ 26″ N, 1° 38′ 59″ E / 41.60719955°N,1.64960334°E 617 msnm                       |                                                      |                             | Modifica les dades a Wikidata |
|        | Serra de Rubió                                     | Rubió Òdena Castellfollit del Boix | serra                                                            | Llarg: 48km Ample: 8km                          | 41° 39′ 36″ N, 1° 37′ 12″ E / 41.6601°N,1.6199°E Anoia Bages                            |                                                      | Serra de Rubió              | Modifica les dades a Wikidata |
|        | Teuleria de Can Biel                               | Òdena                              | teuleria                                                         | Estil: arquitectura popular                     |                                                                                         | bé integrant del patrimoni cultural català           |                             | Modifica les dades a Wikidata |
|        | Vil·la romana de l'Espelt                          | Òdena                              | vil·la romana estructura romana                                  |                                                 | 41° 35′ 55″ N, 1° 35′ 59″ E / 41.598552°N,1.599652°E ca:L'Espelt                        | bé d'interès cultural bé cultural d'interès nacional | Vil·la romana de l'Espelt   | Modifica les dades a Wikidata |
|        | ajuntament d'Òdena                                 | Òdena                              | casa consistorial                                                | Estil: arquitectura popular 1929                | 41° 36′ 23″ N, 1° 38′ 31″ E / 41.60652°N,1.64197°E ca:Plaça Major, 2                    | bé integrant del patrimoni cultural català           | Ajuntament d'Òdena          | Modifica les dades a Wikidata |
|        | castell d'Òdena                                    | Òdena                              | castell                                                          | Estil: arquitectura romànica                    | 41° 36′ 22″ N, 1° 38′ 22″ E / 41.60611111°N,1.63944444°E ca:Carrer de la Torre 410 msnm | bé cultural d'interès nacional bé d'interès cultural | Castell d'Òdena             | Modifica les dades a Wikidata |
|        | forn de guix La Productora                         | Òdena                              | forn de guix                                                     | Estil: arquitectura popular                     | 41° 36′ 25″ N, 1° 38′ 20″ E / 41.606871°N,1.638824°E                                    | bé integrant del patrimoni cultural català           |                             | Modifica les dades a Wikidata |
|        | les Casetes d’en Vives                             | Òdena                              | assentament humà                                                 |                                                 | 41° 36′ 59″ N, 1° 35′ 22″ E / 41.616514°N,1.589314°E                                    |                                                      |                             | Modifica les dades a Wikidata |
|        | riera d'Òdena                                      | Òdena Igualada                     | curs d'aigua                                                     | Desemboca: Anoia                                |                                                                                         |                                                      |                             | Modifica les dades a Wikidata |
|        | serra de les Maioles                               | Òdena Rubió                        | serralada                                                        |                                                 | 41° 39′ N, 1° 42′ E / 41.65°N,1.7°E 859.9 msnm                                          |                                                      |                             | Modifica les dades a Wikidata |